# Grúň (Mała Fatra)
Grúň (989 m) – szczyt w Małej Fatrze Krywańskiej (północno-wschodnia część Małej Fatry) w Centralnych Karpatach Zachodnich na Słowacji.
Grúň znajduje się w krótkim, północno-zachodnim grzbiecie dużo wyższego szczytu Poludňový grúň (1460 m). Oddzielony jest od niego płaską przełęczą i dość rozległym wyrównaniem terenu, na którym znajduje się schronisko turystyczne Chata na Grúni. Grzbiet opadający ze szczytu Poludňový grúň  poprzez  Grúň i Veľky kopec oddziela od siebie dwa odgałęzienia Vrátnej doliny; jest to Nová dolina i Stará dolina.
Grúň jest zalesiony, ale duży obszar przy schronisku Chata na Grúni to łąka. Dawniej była to hala pasterska, obecnie jest tutaj dolna część narciarskiej trasy zjazdowej spod szczytu Poludňový Grúň. W stokach opadających z grzbietu Grúň -  Veľky kopec do Starej Doliny wycięto w lesie kilka pasów na narciarskie trasy zjazdowe. Istnieje tutaj ośrodek narciarski Grúň z kilkoma wyciągami orczykowymi. Przez Grúň poprowadzono też kilka znakowanych szlaków turystyki pieszej.

## Szlaki turystyczne
Štefanová – Grúň – Chata na Grúni – Starý dvor. Czas przejścia: 2 h ↓ 2h
  Vrátna – Chata na Grúni – Poludňový grúň. Czas przejścia 2h, ↓ 1.30 h